# 先驱者H号

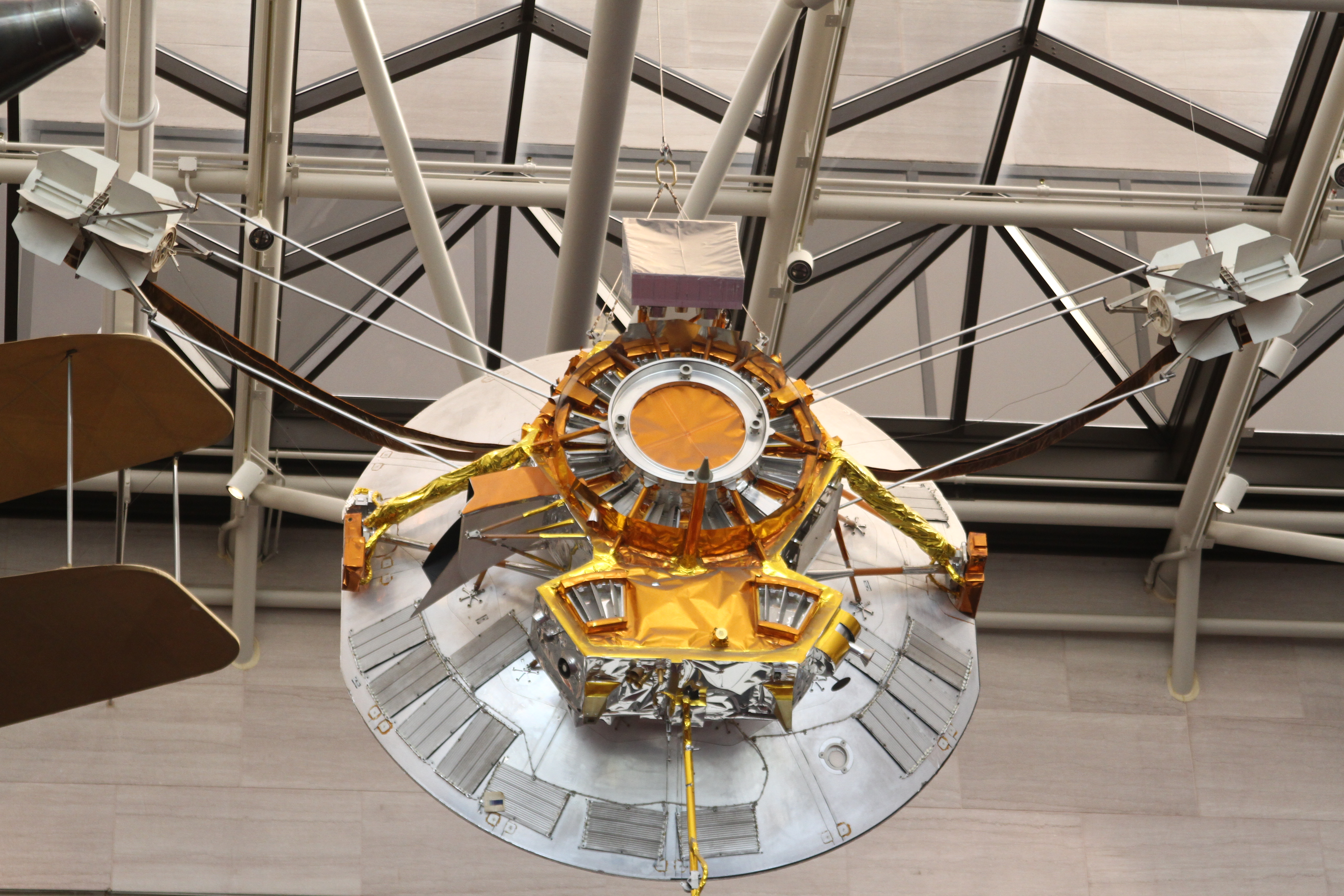
先鋒H號如今被保存在美国国家航空航天博物馆内

先驱者H号(Pioneer H),是美国国家航空航天局先驱者计划中一个并未发射的探测器。H号原本被命名为先驱者12号，它的结构、任务也同之前的先驱10、11号相同。但先驱12号最终被先驱者金星任务取而代之，该探测器如今被保存在美国国家航空航天博物馆内。